# Nombre de Kimberling
Une liste de centres du triangle a été établie par le mathématicien américain Clark Kimberling dans son Encyclopédie des centres du triangle, disponible en ligne auprès de l'université d'Evansville. Le rang d'un point remarquable dans la liste est appelé son nombre de Kimberling. Par exemple, le centre de gravité , noté X(2), est le numéro 2. 
Au 7 octobre 2024, la liste de Kimberling comptait 65 607 points remarquables.
Des paires de points bicentriques sont aussi répertoriées par la notation (P(n), U(n)).

## Définition d'un centre du triangle
D'après Clark Kimberling, un centre du triangle est un point X tel qu'il existe une fonction f non nulle homogène symétrique par rapport à ses deuxième et troisième variable, telle que X ait pour coordonnées barycentriques (ou bien trilinéaires) en notant {\displaystyle a,b,c} les longueurs des côtés du triangle :
{\displaystyle (f(a,b,c):f(b,c,a):f(c,a,b))}

## Exemples

Un triangle scalène et ses points remarquables X(1) à X(10)

Les premiers points sont :
| Référence    | Nom du point                                |
| ------------ | ------------------------------------------- |
| X(1)         | Centre du cercle inscrit                    |
| X(2)         | Centre de gravité                           |
| X(3)         | Centre du cercle circonscrit                |
| X(4)         | Orthocentre                                 |
| X(5)         | Centre du cercle d'Euler                    |
| X(6)         | Point de Lemoine                            |
| X(7)         | Point de Gergonne                           |
| X(8)         | Point de Nagel                              |
| X(9)         | Mittenpunkt                                 |
| X(10)        | Centre du cercle de Spieker                 |
| X(11)        | Point de Feuerbach                          |
| X(13)        | Point de Fermat ou premier point isogonique |
| X(14)        | Deuxième point isogonique                   |
| X(15), X(16) | les deux points isodynamiques               |
| X(17), X(18) | les deux points de Napoléon                 |
| X(20)        | Point de Longchamps                         |
| X(21)        | Point de Schiffler                          |
| X(485)       | Point de Vecten                             |
| X(501)       | Point de Miquel                             |

## Obtention du nombre de Kimberling par la méthode 6-9-13
Pour obtenir le nombre de Kimberling d'un point dont on connait un système de coordonnées trilinéaires {\displaystyle (f(a,b,c):f(b,c,a):f(c,a,b))}.
On calcule d'abord une valeur approchée de l'aire du triangle pour {\displaystyle (a,b,c):=(6,9,13)} : {\displaystyle S={\sqrt {p(p-a)(p-b)(p-c)}}\quad {\text{avec}}\quad p={\frac {a+b+c}{2}}.}
Puis, avec {\displaystyle x=f(a,b,c),y=f(b,c,a),z=f(c,a,b)}, on calcule une valeur approchée de {\displaystyle k=2S/(ax+by+cz)}, puis une valeur approchée de {\displaystyle kx}.
Ensuite grâce à la table de cette page de l'ETC, on obtient le nombre de Kimberling du point, à partir de la coordonnée {\displaystyle kx}.

## Paires bicentriques
Une paire bicentrique de points dans le triangle est un couple de points (P, Q) tel qu'il existe une fonction f non nulle homogène mais non symétrique caractérisant les coordonnées barycentriques de P et Q:
{\displaystyle P(f(a,b,c):f(b,c,a):f(c,a,b))\ \mathrm {et} \ Q(f(a,c,b):f(c,b,a):f(b,a,c))\qquad \mathrm {mais} \qquad |f(a,b,c)|\neq |f(a,c,b)|.}
Kimberling répertorie les paires de points bicentriques sous la notation (P(n), U(n)). Au 20 octobre 2022, la liste comptait 210 paires bicentriques remarquables.
| Référence    | Nom de la paire                             | Définition |
| ------------ | ------------------------------------------- | --- |
| P(1), U(1)   | Points de Brocard                           | Intersections de trois céviennes isoclines[4]                                                                            |
| P(2), U(2)   | Points de Beltrami                          | Inverses des points de Brocard par rapport au cercle circonscrit                                                         |
| P(3), U(3)   | Points d'Yff                                | Intersections des trois céviennes telles que les distances entre un sommet et le pied d'une cévienne soient égales[5]    |
| P(4), U(4)   | Intersections de Grinberg                   | Points d'intersection du cercle circonscrit et du cercle d'Euler du triangle (n'existent que si un des angles est obtus) |
| P(11), U(11) | Conjugués isotomiques des points de Brocard | |